# City of Evil
City of Evil은 2005년 6월 6일 발매한 미국의 헤비 메탈 밴드인 어벤지드 세븐폴드의
세 번째 정규앨범이다.

## 수록곡
모든 곡은 어벤지드 세븐폴드 멤버들이 작사, 작곡을 담당하였다.
| #            | 제목                        | 작곡                                               | 재생 시간 |
| ------------ | --------------------------- | -------------------------------------------------- | --------- |
| 1.           | 〈"Beast and the Harlot"〉  | 엠 섀도우스, 시니스터 게이츠, 더 레브              | 5:42      |
| 2.           | 〈"Burn It Down"〉          | 엠 섀도우스, 조니 크라이스트                       | 5:00      |
| 3.           | 〈"Blinded in Chains"〉     | 엠 섀도우스, 더 레브                               | 6:34      |
| 4.           | 〈"Bat Country"〉           | 엠 섀도우스, 더 레브                               | 5:13      |
| 5.           | 〈"Trashed and Scattered"〉 | 엠 섀도우스, 더 레브                               | 5:53      |
| 6.           | 〈"Seize the Day"〉         | 엠 섀도우스, 더 레브                               | 5:32      |
| 7.           | 〈"Sidewinder"〉            | 더 레브, 시니스터 게이츠, 조니 크라이스트          | 7:01      |
| 8.           | 〈"The Wicked End"〉        | 더 레브                                            | 7:10      |
| 9.           | 〈"Strength of the World"〉 | 조니 크라이스트, 엠 섀도우스, 잭키 벤젠스, 더 레브 | 9:14      |
| 10.          | 〈"Betrayed"〉              | 엠 섀도우스, 조니 크라이스트                       | 6:47      |
| 11.          | 〈"M.I.A."〉                | 더 레브, 엠 섀도우스                               | 8:48      |
| 총 재생 시간 | 총 재생 시간                | 총 재생 시간                                       | 72:43     |

## 구성
어벤지드 세븐폴드
- 엠 섀도우스 – 리드 보컬
- 잭키 벤젠스 – 리듬 기타,베킹 보컬
- 더 레브 – 드럼,베킹 보컬
- 시니스터 게이츠 – 리드 기타,베킹 보컬
- 조니 크라이스트 – 베이스